# Solesmes (Sarthe)
Solesmes – miejscowość i gmina we Francji, w regionie Kraj Loary, w departamencie Sarthe.
Według danych na rok 1990 gminę zamieszkiwało 1 277 osób, a gęstość zaludnienia wynosiła 111 osób/km² (wśród 1504 gmin Kraju Loary Solesmes plasuje się na 477. miejscu pod względem liczby ludności, natomiast pod względem powierzchni na miejscu 943.).
W Solesmes znajdują się dwa opactwa benedyktyńskie: męskie św. Piotra stojące na czele Kongregacji Solesmeńskiej i należący do niej żeński klasztor św. Cecylii. Od połowy XIX w. Solesmes jest ośrodkiem ruchu odnowy liturgicznej i chorału gregoriańskiego. Opactwo św. Piotra zainicjowało też odrodzenie francuskiego monastycyzmu, zniszczonego po Rewolucji Francuskiej. 